# Кабышев, Сергей Владимирович
Сергей Владимирович Кабышев (род. 4 сентября 1963, Саратов) — российский политический деятель. Председатель комитета Государственной Думы по науке и высшему образованию с 12 октября 2021 года. Член фракции «Справедливая Россия — За правду».
Профессор кафедры конституционного и муниципального права Московского государственного юридического университета им. О. Е. Кутафина.
Депутат Государственной думы Федерального собрания Российской Федерации VIII созыва, сын доктора юридических наук, профессора В. Т. Кабышева.
Кандидат юридических наук. Заслуженный юрист Российской Федерации.
Из-за вторжения России на Украину, находится под международными санкциями Евросоюза, США, Великобритании и ряда других стран.

## Биография
Родился 4 сентября 1963 года в городе Саратове. В 1984 году окончил Саратовский юридический институт им. Д. И. Курского. После окончания института служил в органах прокуратуры (помощник Волгоградского транспортного прокурора, затем следователь военной прокуратуры Волгоградского гарнизона). В дальнейшем — на преподавательской работе (заместитель начальника кафедры Высшей следственной школы МВД СССР, заведующий кафедрой юридического факультета Волгоградского государственного университета, доцент факультета права Высшей школы экономики).
В 1991 году закончил адьюнктуру академии МВД СССР защитой диссертации на соискание учёной степени кандидата юридических наук на тему «Внутриорганизационные нормы советского права». Оппонентами выступали доктор юридических наук, профессор Витрук Николай Васильевич и кандидат юридических наук, доцент Грачёва Елена Юрьевна. С 1998 года — профессор кафедры конституционного и муниципального права Московского государственного юридического университета им. О. Е. Кутафина.
В своих научных трудах уделяет значительное внимание изучению проблем федерализма, избирательного права, правотворчества и юридической техники. Отдельно стоит отметить интерес учёного к изучению правовой системы Канады, что отражено в его многочисленных научных публикациях по данной теме. Ведёт активную экспертную и общественную деятельность. Является членом экспертного совета по законотворчеству при Председателе Государственной думы Федерального собрания Российской Федерации. Участвовал в разработке ряда федеральных законов и нормативно-правовых актов. Входит в состав общественного совета при Федеральной службе по надзору в сфере образования и науки. Принимал активное участие в избирательных кампаниях различных уровней. Так в 2000, 2004, 2018 годах являлся доверенным лицом кандидата в Президенты Российской Федерации В. В. Путина, а также руководителем юридической службы его избирательного штаба. Является членом центрального штаба Общероссийского народного фронта. Выдвигался в депутаты Государственной думы в 2016 году от политической партии «Справедливая Россия».
В сентябре 2021 года избран депутатом Государственной думы Федерального собрания Российской Федерации VIII созыва от политической партии «Справедливая Россия — За правду». Председатель комитета по науке и высшему образованию.
С 28.06.2022 года — вошёл в состав Совета при Президенте Российской Федерации по науке и образованию.
Имеет классный чин — Государственный советник Российской Федерации 2-го класса (1999).

## Семья
- Отец — Кабышев, Владимир Терентьевич (1938—2023) — доктор юридических наук, профессор, заслуженный деятель науки Российской Федерации.
- Мать — Кабышева (в девичестве Кудасова), Виолетта Анатольевна — врач, была главным детским гематологом Саратовской области.
- Сестра — Кабышева, Елена Владимировна — юрист.

## Награды
- Орден Дружбы[7]
- Медаль ордена «За заслуги перед Отечеством» I степени
- Медаль «За отличную службу по охране общественного порядка» (1988)
- Заслуженный юрист Российской Федерации (2014)[8]
- Почётная грамота Президента Российской Федерации[источник не указан 64 дня]
- Благодарность Президента Российской Федерации (2010)[9]
- Почётная грамота Государственной Думы Федерального Собрания Российской Федерации
- Благодарность Председателя Государственной Думы Федерального Собрания Российской Федерации
- Благодарность Правительства Российской Федерации
- Почётная грамота Центральной избирательной комиссии Российской Федерации
- Медаль «За безупречную службу» III степени
- Медаль Анатолия Кони
- Медаль «В память 200-летия Минюста России»
- Медаль «За вклад в реализацию государственной политики в области образования и научно-технологического развития»
- Медаль «300 лет Российской академии наук» (2024)
- Медаль «За заслуги в проведении Всероссийской переписи населения»
- Ветеран МГЮА имени О. Е. Кутафина
- Высшая юридическая премия «Фемида» в номинации «Наука и образование» (2022)[10]
- Почётный профессор Саратовской государственной юридической академии[11]
- Юбилейная медаль «МПА СНГ. 30 лет» (16 ноября 2023 года, Межпарламентская ассамблея СНГ) — за заслуги в деле развития и укрепления парламентаризма, за вклад в развитие и совершенствование правовых основ функционирования Содружества Независимых Государств, укрепление международных связей и межпарламентского сотрудничества[12]
- Почётный доктор Санкт-Петербургского политехнического университета Петра Великого[13]
- Приглашенный профессор Томского государственного университета[14]

## Избранные публикации

### Авторефераты диссертаций
- Кабышев С. В. Внутриорганизационные нормы советского права. Автореф. дис. … канд. юрид. наук. — М.: Академия МВД СССР, 1991. — 23 с.

### Книги, монографии, учебные пособия
- Кабышев С. В. Внутриорганизационные нормы советского права. — М., 1991. — 182 с.
- Алехичева Л. Г., Афанасьева О. В., Кабышев С. В., Теперик А. В. и др. Комментарий к Федеральному закону «О выборах депутатов Государственной Думы Федерального собрания Российской Федерации» / С. В. Кабышев, А. Е. Постников. — М.: Формула права, 2003. — 896 с. — ISBN 5958400118.
- Кабышев С. В., Лексин И. В., Сивицкий В. А., Тарасов О. А., Фафар П., Швецов А. Н., Элдер Д. Федерализм в России и Канаде. Курс лекций. — М.: Формула права, 2009. — 308 с. — ISBN 978-5-8467-0074-1.
- Афанасьева О. В., Дмитриев Д. О., Кабышев С. В., Лексин И. В., Чучелина Н. Н., Шелковский Д. А. Правовое сопровождение избирательной кампании. Учебно-практическое пособие / С. В. Кабышев, И. В. Лексин. — М.: Формула права, 2003. — 244 с. — ISBN 5-94723-693-1.
- Афанасьева О. В., Дмитриев Д. О., Кабышев С. В., Лексин И. В., Чучелина Н. Н., Шелковский Д. А. Правовое регулирование выборов Президента Российской Федерации / С. В. Кабышев, Г. В. Минх. — М.: Формула права, 2005. — 160 с. — ISBN 5-8467-0025-X.
- Кабышев С. В., Козюк М. Н. Муниципальное правотворчество (научно-методическое пособие). — М.: Формула права, 2000. — 144 с. — ISBN 5846700098.
- Кабышев С. В., Петухова Н. В., Ракитская И. А., Кремянская Е. А., Лейбо Ю. И. и др. Парламентский контроль в Российской Федерации и зарубежных странах: нормативное регулирование и практика реализации. — Москва-Берлин: Директмедиа Паблишинг, 2020. — 545 с. —ISBN 978-5-4499-0615-1
- Кабышев С. В., Комарова В. В., Невинский В. В., Осавелюк А. М. и др. Глава государства. — М.: Проспект, 2021. — 400 с. —ISBN 978-5-392-33757-6
- Кабышев С. В., Варлен М. В., Комарова В. В. и др. Конституционное право: учебник для бакалавров / отв. ред. В. И. Фадеев; М-во науки и высш. образования РФ, Моск. гос. юрид. ун-т им. О. Е. Кутафина (МГЮА). — Москва : Проспект, 2022. — 592 с. — Гриф УМО — ISBN 978-5-392-35849-6.
- Кабышев С. В., Комарова В. В. и др. Современный российский конституционализм: к 85-летию со дня рождения академика О. Е. Кутафина. — Москва : Проспект, 2023. — 608 с. ISBN 978-5-392-39249-0
- Кабышев С. В. Конституция России: традиции прогресса (к 30-летию). — М.: Издат. центр Университета им. О. Е. Кутафина (МГЮА), 2024. — 87 С. — ISBN 978-5-907670-35-8.

### Статьи
- Кабышев С. В. Канада — лидер конституционного мейнстрима? // Вестник Университета имени О. Е. Кутафина : журнал. — 2015. — № 5. — С. 91—98.
- Кабышев С. В. Канадская модель государственной юридической службы и ее адаптация в России // Ленинградский юридический журнал : журнал. — 2014. — № 1 (35). — С. 98—109.
- Кабышев С. В. Конституционная социология реорганизации местного самоуправления в Крыму // Вестник СГЮА : журнал. — 2015. — № 5 (106). — С. 23—29.
- Кабышев С. В. Скурко Е. В. Генно-инженерные биотехнологии. Вопросы правового и экономического регулирования М.: ОСЬ-89, 2007. 176 с.: (Рецензия) // Правоведение : журнал. — 2008. — № 2. — С. 231—232.
- Кабышев С. В. Принцип конституционного континуитета // Юридическая техника: журнал. — 2020. — № 14. — С. 154—157.
- Кабышев С. В. О правовых позициях избирательных комиссий // Гражданин. Выборы. Власть: журнал. —2021. — № 1 (19). —С. 39-52.
- Кабышев С. В. О парадигме конституционного права России в современных исторических реалиях // Конституционное и муниципальное право. 2023. № 2. С. 2-7.
- Кабышев С. В. Формула российского юридического образования // Юридическая наука и практика: Вестник Нижегородской академии МВД России. 2023. № 3 (63). С. 112—121.
- Кабышев С. В. Наукограды Российской Федерации в механизме реализации государственной научно-технической политики: конституционно-правовые аспекты // Журнал Российского права. 2023. Том 27. № 9. С. 15-27.
- Кабышев С. В. Правовая стратегия научно-технологического развития Российской Федерации // Вестник Российской академии наук. 2023. № 10. С. 923—929.
- Кабышев С. В. Юридическое образование — это воспитание правовой совести гражданина на профессиональной основе // Юридический мир. 2024. № 9. С .2-9.
- Кабышев С. В. Фундаментальная юриспруденция как стратегическая основа национального правового лидерства // Вестник Санкт-Петербургского университета. Право. 2024. № 3. С. 564–574. https://doi.org/10.21638/spbu14.2024.301
- Кабышев С. В. Концептуальные вопросы совершенствования законодательства о науке и научно-технологическом развитии в Российской Федерации // Lex Russica. 2025. Т. 78. № 2. С. 132–142. DOI: 10.17803/1729-5920.2025.219.2.132-142.